# Prats d'Aiguadassi
Els Prats d'Aiguadassi són una plana situada dins del terme municipals de la Vall de Boí, a la comarca de l'Alta Ribagorça, i dins el Parc Nacional d'Aigüestortes i Estany de Sant Maurici.
"El nom prové del llatí (aqua nasce) i vol dir, aigua neix."
Estan situats a la riba del Riu de Sant Nicolau, per damunt del Planell Gran (SO) i per sota de l'estany Llong (ENE).

## Rutes[2]
Seguint la pista forestal que neix al costat de la parada del servei de taxis del parc, a la vora del Planell d'Aigüestortes, uns 2,9 km direcció cap a l'estany Llong.